# Cancún
Cancún er en kystby i Quintana Roo, Mexicos østligste delstat. Den er et verdenskendt turistrejsemål.
Byen er hovedstæd for kommunen Benito Juárez.
I de tidlige 1970'ere var Cancún en underudviklet ø lige ud for Yucatán-halvøens kyst til det Caribiske Hav og hjemsted for nogle få fiskerlejer og mindre præ-columbianske maya-ruiner. Sammen med en international gruppe af private investorer besluttede den mexicanske regering at gøre Cancún til et turistrejsemål. Der blev bygget en dæmning til fastlandet og opført en international lufthavn.
Byen er vokset hurtigt i løbet af de sidste 30 år og har nu omkring 800.000 indbyggere, dækkende den tidligere ø og det nærtliggende fastland.
Selve byen ligger på fastlandet, mens hotellområdet befinder sig på en lang og smal ø, som er forbundet med broer til fastlandet. Mellem fastlandet og denne ø er lagunene Nichupté og Bojórquez. Øen Isla Mujeres ligger 13 km nord for Cancún og kan nås med båd fra Puerto Juárez og Punta Sam.
FN's Klimakonference 2010 (COP16) blev afholdt i Cancún fra den 29. november til den 10. december 2010. Fra 4. til 17. december 2016 afholdes COP13under FN's Konvention om Biodiversitet fra 1992 .